# Gulfport (Floryda)
Gulfport – miasto w Stanach Zjednoczonych, w stanie Floryda, w hrabstwie Pinellas.